# Bethena

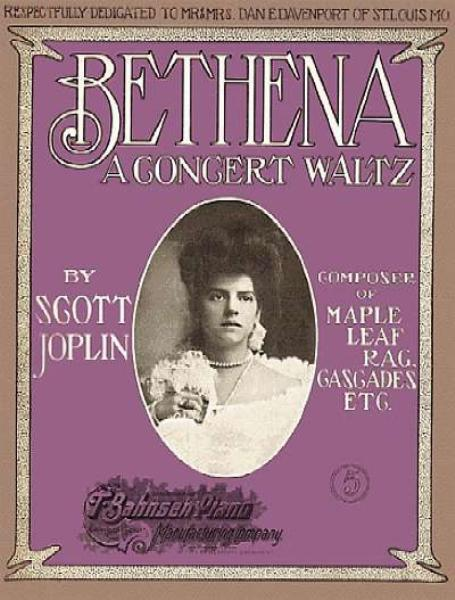
La copertina dello spartito di Bethena

Bethena è il titolo di un valzer ragtime per pianoforte di Scott Joplin. Dal carattere marcatamente malinconico, il pezzo fu composto da Joplin nel 1905 a seguito della morte della sua seconda moglie, Freddie Alexander.
Anche se rappresenta un'altra pagina malinconica, dal punto di vista strettamente musicale, 'Bethena' è un po' audace, un valzer in cui Scott Joplin fugge da certe atmosfere serene per scandagliare il tortuoso sentiero sincopato

## Struttura
Data la sua strutturazione a valzer, Bethena è in ritmo ternario (cosa insolita per le composizioni ragtime), cioè 3/4.
Lo schema tematico è il seguente: introduzione - tema A - 1º ponte - tema B (2 v.) - 2º ponte - tema A - 3º ponte - tema C (2 v.) - 4º ponte - tema D (2 v.) - tema E (2 v.) - 5º ponte - tema A - finale
Il tema A, che è quello dominante, è in Sol maggiore; il tema B è in Si bemolle maggiore; il tema C in Fa maggiore; il tema D in Si minore; il tema E in Re maggiore.
Il ritmo delle battute si ripete uguale per la maggior parte del brano: croma, semiminima, croma, semiminima. Si può quindi ben notare che nei primi due quarti dei tre delle battute è presente una sincope, elemento ritmico fondamentale per la musica ragtime.